# Charles Treffel
Charles Lucien Treffel (ur. 23 czerwca 1875 w Lille, zm. 18 października 1947 tamże) – francuski piłkarz wodny, uczestnik Letnich Igrzysk Olimpijskich 1900 w Paryżu.
Wraz z drużyną Pupilles de Neptune de Lille I  zajął 5. miejsce w turnieju piłki wodnej.